# Templo del Ángelus
El Templo del Ángelus (en inglés: Angelus Temple) es una iglesia evangélica pentecostal, en el distrito de Echo Park de Los Ángeles, California, Estados Unidos. Está afiliada a la Iglesia Internacional del Evangelio Cuadrangular. Los líderes son Mateo y Caroline Barnett.

## Historia

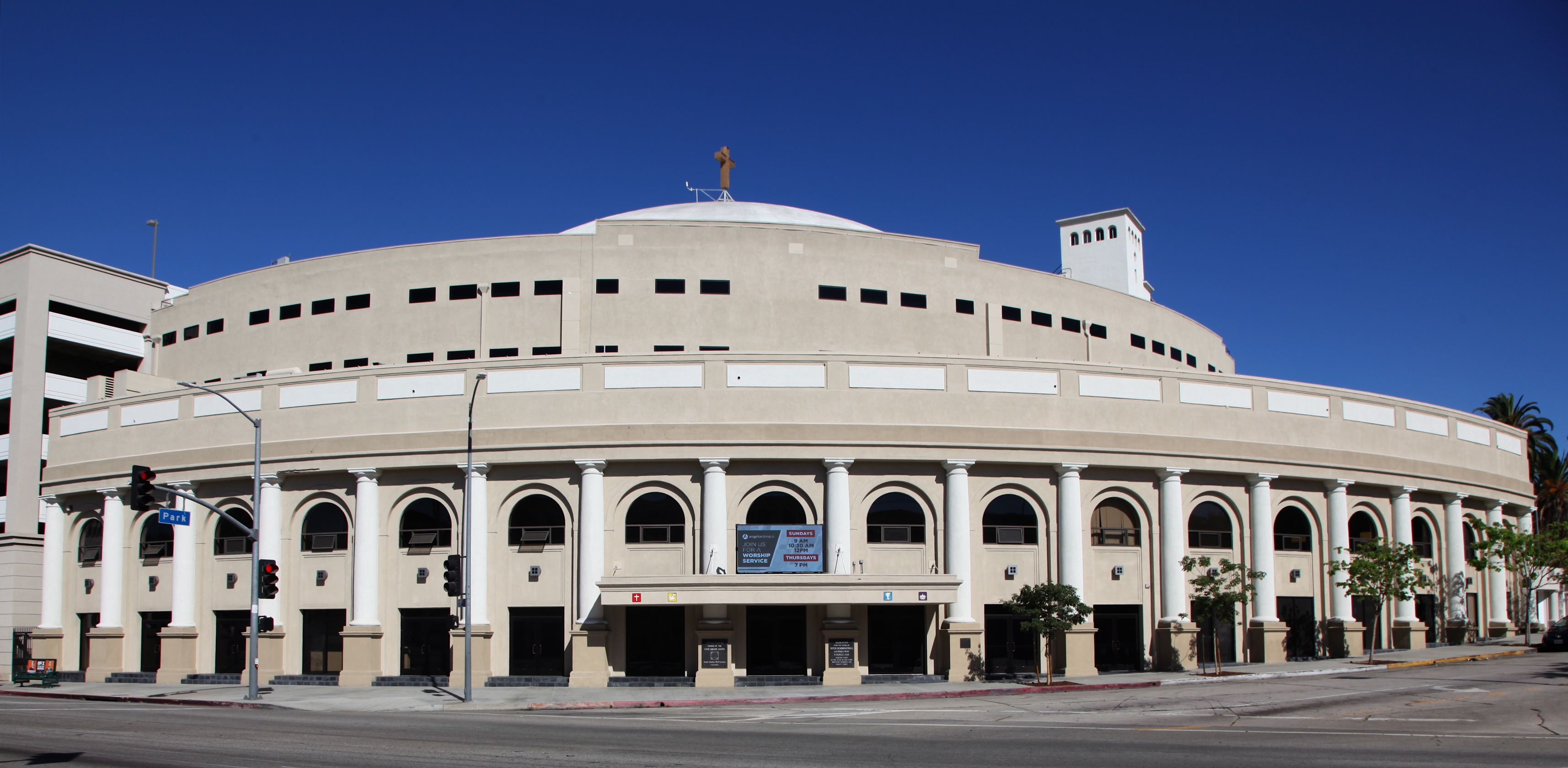
Angelus Temple

La Primera de enero de 1923, el Templo fue fundado bajo la dirección de Aimee Semple McPherson con la dedicación del edificio en Echo Park que incluía un auditorio de 5.300 asientos.

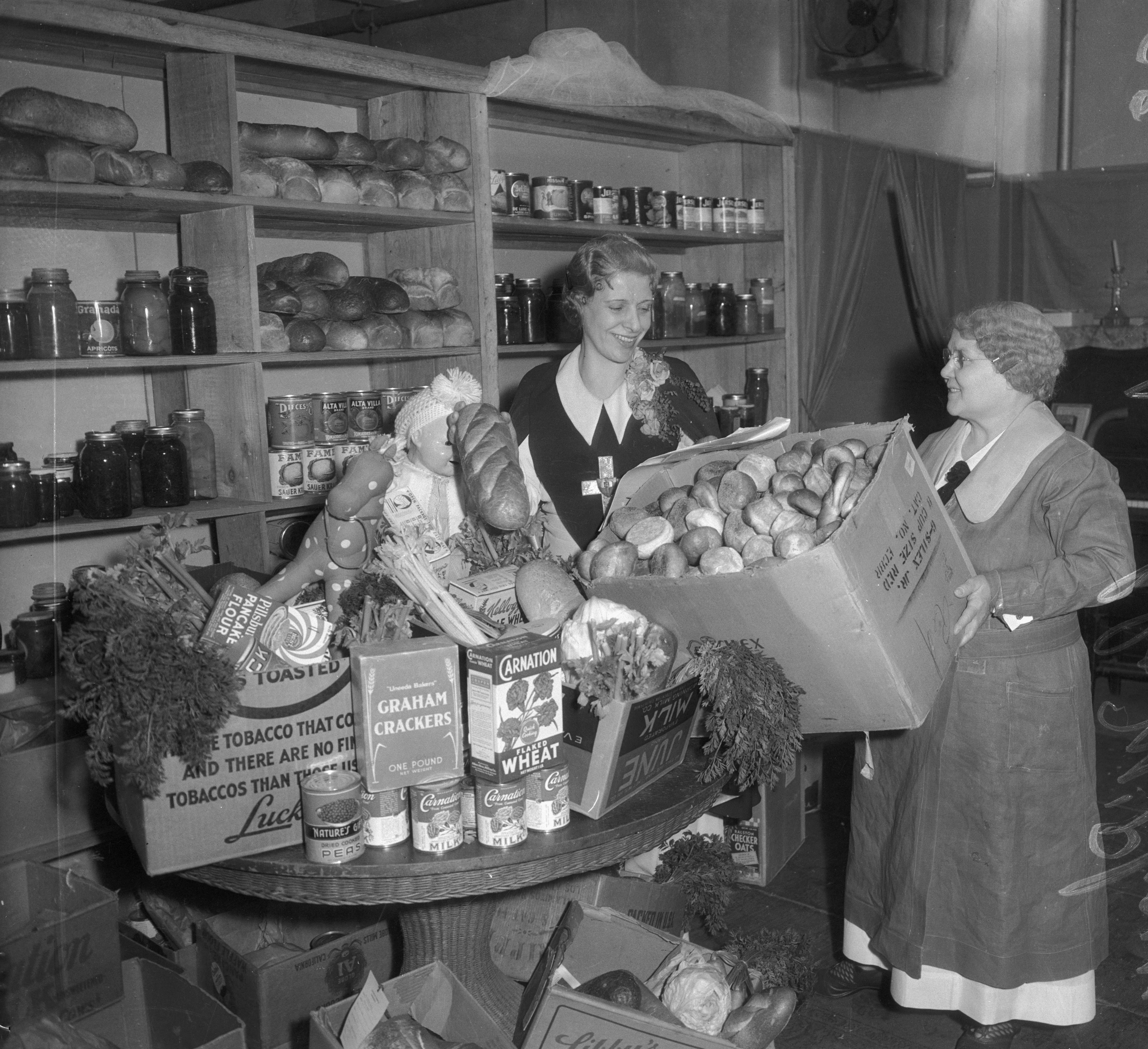
McPherson prepara canastas navideñas, 1935.

En 1927, abrió un banco de alimentos y un comedor de beneficencia cerca de la iglesia distribuyendo alimentos, ropa y frazadas.
En 1970, la asistencia llegó a 10,000 personas.
Life Pacific College (Life Pacific University) fue fundado en un edificio adyacente al Angelus Temple en 1923.  En 1990, la escuela se trasladó a su hogar actual en San Dimas (California). El edificio fue ocupado por Angelus Temple Hispanic. El antiguo Hospital Reina de los Ángeles es la base de operaciones para el Dream Center, que acoge a muchas personas de los Estados del Golfo desplazados después de los huracanes Katrina y Rita. 
Angelus Templo fue designado un Hito Histórico Nacional en 1992.